# Vyhon
Vyhon  (ucraniano: Вигон) es una localidad del Raión de Bilhorod-Dnistrovskyi en el Óblast de Odesa de Ucrania. Según el censo de 2001, tiene una población de 738 habitantes.